# René Tomasini
Pour les articles homonymes, voir Tomasini.
René François Tomasini est un homme politique français, né le 14 avril 1919 à Petreto-Bicchisano (Corse, actuelle Corse-du-Sud), et mort le 5 mai 1983 à Tosny (Eure).

## Biographie
René Tomasini est le fils de Hyacinthe Tomasini, qui est préfet en 1929, et spécialement en Seine-et-Marne entre 1935 et 1939. Il est scolarisé au lycée Buffon à Paris. Licencié en droit de la faculté de Paris, il commence sa carrière dans l'administration en novembre 1938 en occupant un emploi de chef-adjoint du cabinet du préfet de la Seine-et-Marne.
Résistant dès 1941, il est capturé par la Gestapo en 1943, alors qu'il est le chef de cabinet du préfet de Corrèze Bernard Lecornu.
Il appartient à la franc-maçonnerie.
Il est sous-préfet des Andelys entre 1946 et juin 1950, puis à Riom en 1953 après un séjour à Constantine.
Entre 1959 et 1961, il est sénateur de la Communauté, affilié au groupe de l'Union pour la Communauté.
Il devient secrétaire général de l’UDR en janvier 1971, avant d'en être évincé par Alain Peyrefitte. Il est considéré comme le « parrain politique » de Charles Pasqua et du jeune Jacques Chirac.
Il signe d'ailleurs, à la suite de ce dernier, l'« appel des 43 » en faveur d'une candidature de Valéry Giscard d'Estaing à l'élection présidentielle de 1974.

## Vie privée
Il est le père de Michèle Demai, speakerine de l'ORTF de 1963 à 1975 et de Bernard Tomasini, préfet de la Vienne de 2008 à 2011.
En 1973, il se marie à Espanita Cortez, artiste.

## Parcours
- Secrétaire général de l’UDR (1971-1972)
- Secrétaire d'Etat aux Relations avec le Parlement du gouvernement Jacques Chirac (1) (1974-1976)[4]
- Maire de Corny (1961-1965)
- Député de l’Eure (1958-1980)
- Sénateur de l'Eure (1980-1983)
- Maire des Andelys (1965-1983)
- Conseiller général de l'Eure (1968-1983)

## Distinctions
- Médaille de la Résistance française
- Croix de guerre 1939–1945 avec deux citations
- Chevalier de la Légion d'honneur

## Hommage
L'hippodrome des Andelys, situé sur le territoire de Tosny, porte le nom de René Tomasini.
La place devant et autour de la mairie de Pacy-sur-Eure porte le nom de René Tomasini.